# Тострём, Йоаким
Свен Йоаким Эриксон Тострём (швед. Sven Joakim Eriksson Thåström) (род. 20 марта 1957, Стокгольм) — шведский певец, композитор и поэт, писавший в жанрах от панка, металла, прогрессива до бардовских баллад. В начале карьеры выступал в группах Ebba Grön (1977—1983) и Imperiet (1982—1989), которые были достаточно популярны в Швеции. Жанр этих групп был близок к панку. Для текстов были характерны жесткость и политическая левизна с критикой буржуазной культуры, в частности, молодежной. После 1989 года выступал преимущественно соло, иногда на короткий срок собирая группы (Peace Love & Pitbulls, Sällskapet). В начале 90-х выпустил несколько альбомов с песнями на английском языке, которые получили некоторую известность в Европе, но не продолжал европейскую карьеру и вернулся к песням на шведском. В начале 2000-х годов Тострем неожиданно выпустил альбом Skebokvarn Street 209, почти все песни на котором были исполнены под акустическую гитару и написаны на автобиографические темы. Следующие альбомы Kärlek är for dom (2009) (Любовь для тех); Beväpna dig med vingar (2012) (Вооружись крыльями); Den morronen (2015) (В то утро); Centralmassivet (2017) (Центральный массив) характеризуются возвращением к тяжелому металлическому звучанию с минорными хард-роковыми мелодиями, в текстах повторяются темы депрессии и смерти, сильны нетипичные для шведского металла христианские мотивы. До настоящего момента Тострем периодически выступает с концертами.